# Suzanne Sourioux-Picard
Suzanne Sourioux-Picard, née Suzanne Sourioux le 3 février 1896 à Arras et morte le 27 octobre 1972 dans le 6e arrondissement de Paris, est une femme de lettres française du XXe siècle.

## Biographie
Suzanne Marie Jeanne Sourioux, née le 3 février 1896 à Arras, est la fille de Henry Théophile Sourioux, lieutenant au 3e régiment du génie (né vers 1870) et de Jeanne Clotilde Gaillard (née vers 1869).
Elle épouse l’écrivain Gaston Picard (1892-1962) à la mairie du 15e arrondissement de Paris le 6 juin 1916,.
Le poète Wilfrid Lucas raconte qu’en 1915, il fait partie des blessés qui arrivent en train à Luzy, au bord de l’Alène, où il fait la connaissance de Suzanne Sourioux qui l’accueille. Dans ses souvenirs de cette période, il la compare à l’Ophélie qui hante Hamlet, « avec son air mélancolique, sa grâce délicate, sa blondeur pâle et le regard toujours fixé sur une chose qu'on ne voit pas parce que ce qu'il suit au loin, ce n'est qu'un songe ». Il la décrit comme « une éducatrice, auteur de poèmes en proses, critique réfléchie et conférencière, romancière, essayiste, que sais-je encore ! c'est la femme de Gaston Picard, le conteur bien connu de la Confession du chat ».
Elle publie, en août 1916, son premier texte Une postulante à son anneau, dans La Presqu’île qui parait de 1916 à 1918,. La même année, elle est choisie, par Guillaume Apollinaire, alors lieutenant d’artillerie, pour être la marraine de trois de ses canonniers servants.
Elle collabore à de nombreuses publications, comme La France, Juventud Argentina, Belles-Lettres, Septimanie, La Pensée, Comœdia, L'Essor Niçois, Sous la lampe, Le Nouveau Mercure. Lucas rapporte encore que « traitant du féminisme dans la Griffe et de la mode masculine dans le Journal des Etudiants, d'amour probe dans la revue Mariage, de sentimentalisme dans le Journal d'Argenteuil et de vie provinciale dans la Revue du Centre, c'est une grande travailleuse ».
Elle fait de causeries sur le féminisme en 1919, sur la jeune fille américaine en 1927, et sur les femmes vues par Jules Renard en 1936. En 1937, elle se voit décerner une médaille pour avoir « consacré de nombreuses études et conférences à la cause de la femme, au féminisme ».
Ses idées pour les femmes sont illustrées dans la presse en 1919 : « Mme Suzanne Sourioux-Picard […] parle du féminisme, défend les droits de ses sœurs, et demande qu’une égale éducation soit accordée aux enfants, aux adolescents des deux sexes ».
Suzanne Sourioux-Picard meurt dans le 6e arrondissement de Paris le 27 octobre 1972.

## Œuvres principales
- Le grand sommeil bleu, 1925
- Les Femmes vues par Jules Renard, 1933
- Un Jour de Bernadette, 1944[12]

## Distinctions
- 1937 : Médaille d’honneur de vermeil, de la Société nationale d’encouragement au bien[10]
- 1947 : Académie française - Prix Ferrières, pour Un Jour de Bernadette[13]